# Aeropuerto de Juanjuí
El Aeropuerto de Juanjuí se encuentra en la región de San Martín, Perú, Actualmente se encuentra operativo para recibir todo tipo de vuelos chárter y comerciales. En la actualidad la pista de aterrizaje se encuentra disponible y en constante operatividad, totalmente listo para recibir todo tipo de aeronaves.

## Historia del aeropuerto de Juanjuí
El aeropuerto de la ciudad de Juanjuí se inauguró oficialmente en 1960, siendo en aquel entonces Presidente Constitucional de la república de Perú Fernando Belaúnde Terry. La pista de aterrizaje era de ripio y tenía aproximadamente 1500 metros de largo de este a oeste. El primer Jefe del aeropuerto fue David Arévalo Saldaña. Por la década de los 90s, el aeropuerto de Juanjuí llegó a su máximo esplendor y apogeo comercial debido al narcotráfico, que dinamitó la economía de la zona, llegando a recibir durante varios años más de diez vuelos por día. Durante esta década y debido a que la pista de aterrizaje tenía escaso metraje de largo y estaba ubicado el aeropuerto en el centro de la ciudad, siendo esto un peligro para la población, las autoridades provinciales tenían listo el proyecto de la construcción de una segunda y moderna pista de aterrizaje de aproximadamente 3000 metros de longitud, que estaría hecha de asfalto. Este anhelado sueño se inició en 1993, cuando la población Juanjuina y sus autoridades comenzaron a tumbar y rozar la montaña y desaguar hacia el río Huallaga las aguas de la laguna llamada "Cochahuañuisca", y la maquinaria municipal empezó a rellenar con ripio los desniveles de la zona, quedando en un 80% listo para ser utilizado. En 1996 se inició el asfaltado de la pista de aterrizaje, quedando inconclusa en bicapa debido a la falta de presupuesto, pero a pesar de esta deficiencia en la infraestructura, el nuevo aeropuerto de Juanjuí fue puesto a disposición para los vuelos nacionales hasta el año 2007.
En la actualidad, por desidia de las autoridades provinciales y regionales y de la empresa CORPAC S.A, esta pista de aterrizaje está abandonada y el asfalto está completamente deteriorado, impidiendo la llegada y salida de aviones, siendo necesario que las autoridades nacionales, regionales y provinciales inviertan en esta infraestructura, ampliando la pista y asfaltándola para brindar facilidades a la población de Juanjuí, Bellavista, Saposoa y hasta Tocache.
Varias son las líneas aéreas nacionales que tienen la intención de ingresar con vuelos aéreos a Juanjuí, pero la deteriorada condición en la que se encuentra la pista de aterrizaje les desanima, al mismo tiempo que pondrían en peligro la seguridad y la vida de los pasajeros.
Según datos proporcionados por las agencias de viajes de la localidad, más de cien pasajeros diarios de Juanjuí, Bellavista, Saposoa y Tocache viajan en avión utilizando la infraestructura del aeropuerto de Tarapoto, debido a los bajos costos de los pasajes.
Han transcurrido más 52 años desde la construcción del aeropuerto de Juanjuí, pero la infraestructura y los terrenos del mismo se mantienen en las mismas condiciones de deterioro y abandono y en propiedad de CORPAC S.A; empresa que no hace nada para mejorar la infraestructura y el servicio.
En la actualidad viene siendo resguardado por aproximadamente 15 trabajadores que, diariamente abren las puertas de las instalaciones en el horario habitual y a la espera de que algún día ingresen los aviones y lleguen los pasajeros para viajar a distintos puntos del país.

## Aerolíneas y destinos
- AeroInca
  - Lima - Juanjui - Lima
  - Chiclayo - Juanjui - Lima

- AviaSelva
  - Iquitos - Juanjui - Pucallpa. Viceversa
  - Iquitos - Tarapoto - Juanjui - Pucallpa

- Cielos del Oriente
  - Iquitos - Yurimaguas - Juanjui. (viceversa)

## Aerolíneas que dejaron de operar en Juanjui
- Aero Cóndor
- Lc Busre
- Star Perú
- Magenta Air
- TANS Perú
- Expreso Aéreo
- Aero Norte
- Andrea Air
- Grupo 8 Policía Nacional del Perú
- Aeroperu
- Faucett